# Baraolt
Baraolt (în maghiară Barót, în germană Boralth) este un oraș în județul Covasna, Transilvania, România, format din localitatea componentă Baraolt (reședința), și din satele Biborțeni, Bodoș, Căpeni, Micloșoara și Racoșul de Sus.
Fost oraș minier, în prezent axat pe industria prelucrării lemnului, cu o populație majoritar maghiară, orașul Baraolt prezintă posibilități de dezvoltare în domeniul turismului rural. Orașul este străbătut de râul Baraolt.

## Așezare
Orașul Baraolt se află situat la nord-vestul județului Covasna, la limita de vest cu județul Brașov, pe cursul pârâului cu același nume, în Depresiunea Baraolt, la o altitudine de 460–500 m.

## Demografie
Componența etnică a orașului Baraolt
     Maghiari (87,14%)
     Români (2,82%)
     Alte etnii (1,01%)
     Necunoscută (9,03%)
Componența confesională a orașului Baraolt
     Reformați (45,3%)
     Romano-catolici (23,91%)
     Unitarieni (14,41%)
     Ortodocși (1,81%)
     Baptiști (1,25%)
     Alte religii (3,64%)
     Necunoscută (9,68%)
Conform recensământului efectuat în 2021, populația orașului Baraolt se ridică la 7.730 de locuitori, în scădere față de recensământul anterior din 2011, când fuseseră înregistrați 8.672 de locuitori. Majoritatea locuitorilor sunt maghiari (87,14%), cu o minoritate de români (2,82%), iar pentru 9,03% nu se cunoaște apartenența etnică. Din punct de vedere confesional, cei mai mulți locuitori sunt reformați (45,3%), cu minorități de romano-catolici (23,91%), unitarieni (14,41%), ortodocși (1,81%) și baptiști (1,25%), iar pentru 9,68% nu se cunoaște apartenența confesională.
0200040006000800010.00012.0001977199220022011populațiePopulația istorică din Baraolt
Date: Recensăminte sau birourile de statistică - grafică realizată de Wikipedia

## Politică și administrație
Orașul Baraolt este administrat de un primar și un consiliu local compus din 15 consilieri. Primarul, János Benedek Huszár[*], de la Uniunea Democrată Maghiară din România, este în funcție din octombrie 2020. Începând cu alegerile locale din 2024, consiliul local are următoarea componență pe partide politice:
|  | Partid                                     | Consilieri | Componența Consiliului | Componența Consiliului | Componența Consiliului | Componența Consiliului | Componența Consiliului | Componența Consiliului | Componența Consiliului | Componența Consiliului | Componența Consiliului | Componența Consiliului |
|  | ------------------------------------------ | ---------- | ---------------------- | ---------------------- | ---------------------- | ---------------------- | ---------------------- | ---------------------- | ---------------------- | ---------------------- | ---------------------- | ---------------------- |
|  | Uniunea Democrată Maghiară din România     | 10         |                        |                        |                        |                        |                        |                        |                        |                        |                        |                        |
|  | Forța Civică Maghiară - Magyar Polgári Erő | 3          |                        |                        |                        |                        |                        |                        |                        |                        |                        |                        |
|  | Alianța Maghiară din Transilvania          | 2          |                        |                        |                        |                        |                        |                        |                        |                        |                        |                        |

## Istoric

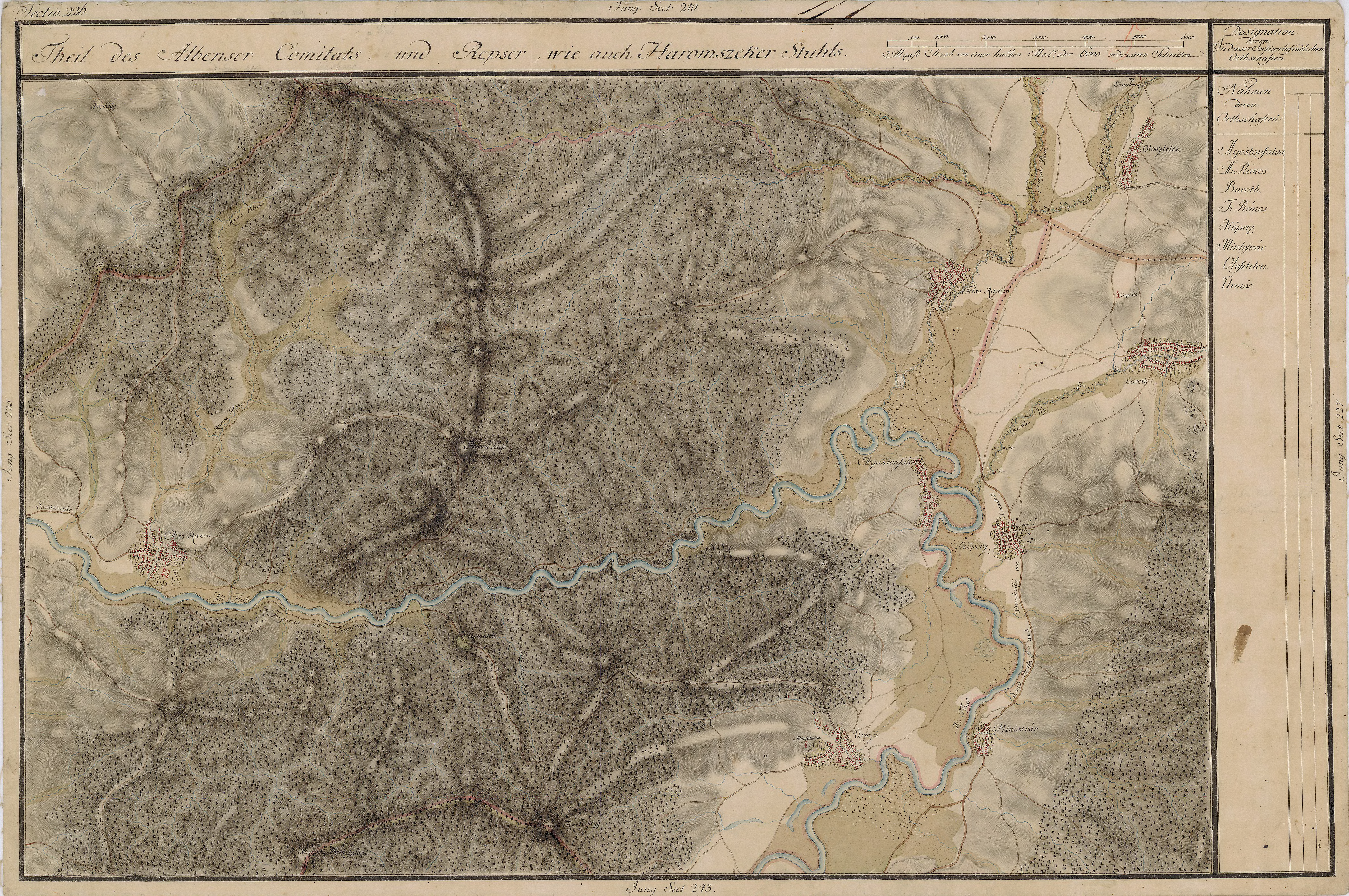
Baraolt în Harta Iosefină a Transilvaniei, 1769-1773

Baraoltul a fost menționat pentru prima dată în anul 1224. În perioada interbelică a fost reședința plășii Baraolt, în cadrul județului Trei Scaune. Descoperirile arheologice ne dovedesc faptul că zona a fost locuită încă din eneolitic și epoca bronzului. Pe teritoriul acestei localități s-au găsit mai multe fragmente ceramice și un buzdugan de piatră din epoca bronzului timpuriu. Pe malul stâng al pârâului Baraolt, în locul numit "Pădurea Mare", se află o stațiune locuită în mai multe perioade istorice: în epoca bronzului (culturile Wietenberg și Noua), în perioada hallstattiană, în epoca dacică și în epoca premedievală. În anul 1960, cu ocazia săpăturilor de atunci, pe malul stâng al pârâului Baraolt s-au descoperit 13 gropi datând din epoca bronzului târziu. De pe terasa "Vecer" provine o urnă datând din prima epocă a fierului.
Localitatea Baraolt s-a dezvoltat începând cu anul 1839, datorită exploatării rezervelor de cărbune existente în subsolul acestei zone. Baraoltul devine oraș la începutul anului 1968.

## Economie
Importanța economică a acestei localități o constituie activitatea de exploatare și prelucrare a lemnului, industria textilă și de confecții, industria producătoare de materiale de construcții, industria alimentară prin procesarea cărnii și a laptelui, agricultura, morăritul, panificația precum și transporturile, comerțul și serviciile.

## Instituții culturale
- Muzeul Depresiunii Baraolt', care funcționează ca unitate externă a Muzeului Național Secuiesc, din Sfântu Gheorghe

Este axat pe obiecte din domeniul istoriei mineritului și breslelor,dar are și colecții de istorie locală. Deține și vase produse de glăjăriile (fabrici de sticlă) din Ținutul Secuiesc și de olarilor din Bazinul Baraolt. Tot aici este expus și scheletul de mastodont, cu o vechime estimată de trei milioane de ani, descoperit în cariera de lignit de la Racoșul de Sus.

## Monumente
- Biserica fortificată romano-catolică
- Muzeul Depresiunii Baraolt

## Personalități
- Eduard Derzsei (1934 - 2015), voleibalist;
- Líviusz Gyulai (1937 - 2021), grafician;
- István Téglás (n. 1981), actor.